# Apospasta dipterigidia
Apospasta dipterigidia är en fjärilsart som beskrevs av George Francis Hampson 1902. Apospasta dipterigidia ingår i släktet Apospasta och familjen nattflyn. Inga underarter finns listade i Catalogue of Life.